# Waterschapsverkiezingen 2008
De waterschapsverkiezingen 2008 waren Nederlandse verkiezingen die van 13 tot en met 25 november 2008 gehouden werden voor de leden van het algemeen bestuur in de waterschappen, in de categorie ingezetenen. Dit waren de eerste waterschapsverkiezingen die landelijk tegelijkertijd werden gehouden, en waarbij er gewerkt werd met een lijstenstelsel, in plaats van het voorheen gebruikte personenstelsel.
De verkiezingen werden gehouden in 26 van de 27 Nederlandse waterschappen, voor de periode 2009-2012. Wegens discussies over hervorming van de waterschapsverkiezingen waren de volgende waterschapsverkiezingen echter uitgesteld tot 2015, waardoor de zittingsduur zo'n twee jaar langer was dan de oorspronkelijke vier jaar.
Naast de zetels voor de categorie ingezetenen, vanaf deze verkiezingen de meerderheid, zijn er in de algemene besturen ook zogenaamde "geborgde" zetels voor groepen met specifieke belangen zoals de grondbezitters oftewel ingelanden. Deze bestuursleden werden niet langer gekozen, maar benoemd door de Land- en Tuinbouworganisatie (LTO), de Kamer van Koophandel en het Bosschap.
In tegenstelling tot andere verkiezingen in Nederland werden deze verkiezingen per post georganiseerd in plaats van dat de kiezers naar het stembureau moesten. Het was de bedoeling dat men ook via internet zou kunnen stemmen, maar wegens twijfels over de veiligheid van het systeem werd daar van afgezien.
De opkomst bij deze verkiezingen was 22,7 procent, vergelijkbaar met de vorige verkiezingen. Van deze kiezers had 9,7 procent een ongeldige of blanco stem uitgebracht, wat aanmerkelijk hoger was dan bij de vorige briefstemverkiezingen. Dit kwam hoofdzakelijk door het veelvuldig onjuist invullen van het geboortejaar, nodig voor het tegengaan van stemfraude. Een mogelijke oorzaak hiervan is het verwisselen van stembiljetten binnen huishoudens. Andere oorzaken waren beschadigingen van het stembiljet of het stemmen op een niet-bestaande kandidaat. Dit laatste was mogelijk omdat er geen namen van kandidaten op het stembiljet voorkwamen om ruimte te besparen. De biljetten mochten niet groter zijn dan A4-formaat, zodat ze machinaal leesbaar zouden zijn.

## Opkomst
|                             | 2008       | 2008  |
| # stemmen                   | %          |       |
| --------------------------- | ---------- | ----- |
| Kiesgerechtigden            | 12.952.510 |       |
| Niet opgekomen              | 10.014.964 | 77,32 |
| Opkomst                     | 2.937.546  | 22,68 |
| Ongeldige en blanco stemmen | 284.549    | 9,69  |
| Geldige stemmen             | 2.652.997  | 90,31 |

## Uitslagen per waterschap naar belangengroepering
In totaal waren bij deze verkiezingen 502 zetels in 26 waterschappen verkiesbaar. Deze werden als volgt verdeeld:
| Waterschap                     | Aantal zetels per belangengroepering | Aantal zetels per belangengroepering | Aantal zetels per belangengroepering | Aantal zetels per belangengroepering | Aantal zetels per belangengroepering | Aantal zetels per belangengroepering | Aantal zetels per belangengroepering | Aantal zetels per belangengroepering | Aantal zetels per belangengroepering | Aantal zetels per belangengroepering | Aantal zetels per belangengroepering | Aantal zetels per belangengroepering |
| Waterschap                     | WN                                   | CDA                                  | PvdA                                 | VVD                                  | AWP                                  | CU                                   | SGP                                  | WB                                   | WaW                                  | PvdD                                 | overig                               | totaal                               |
| ------------------------------ | ------------------------------------ | ------------------------------------ | ------------------------------------ | ------------------------------------ | ------------------------------------ | ------------------------------------ | ------------------------------------ | ------------------------------------ | ------------------------------------ | ------------------------------------ | ------------------------------------ | ------------------------------------ |
| Noorderzijlvest                | 4                                    | 2                                    | 3                                    | 1                                    | -                                    | 2                                    | -                                    | -                                    | 2                                    | -                                    | 2                                    | 16                                   |
| Fryslân                        | 3                                    | 3                                    | 3                                    | 1                                    | -                                    | 1                                    | -                                    | -                                    | 2                                    | -                                    | 5                                    | 18                                   |
| Hunze en Aa's                  | 4                                    | 2                                    | 3                                    | 2                                    | 1                                    | 1                                    | -                                    | -                                    | 2                                    | 1                                    | 0                                    | 16                                   |
| Reest en Wieden                | 3                                    | 4                                    | 2                                    | 1                                    | 1                                    | 1                                    | -                                    | -                                    | 3                                    | -                                    | 0                                    | 15                                   |
| Velt en Vecht                  | 3                                    | 4                                    | 2                                    | 1                                    | 0                                    | 2                                    | -                                    | -                                    | 1                                    | -                                    | 1                                    | 14                                   |
| Groot Salland                  | 6                                    | 4                                    | -                                    | 1                                    | 1                                    | 2                                    | 1                                    | -                                    | -                                    | -                                    | 2                                    | 17                                   |
| Regge en Dinkel                | 5                                    | 6                                    | -                                    | 2                                    | 3                                    | 1                                    | 1                                    | -                                    | -                                    | -                                    | -                                    | 18                                   |
| Zuiderzeeland                  | 6                                    | 2                                    | -                                    | 2                                    | 2                                    | 2                                    | 0                                    | -                                    | 3                                    | 1                                    | -                                    | 18                                   |
| Veluwe                         | 3                                    | 3                                    | 2                                    | 2                                    | 2                                    | 2                                    | 2                                    | -                                    | -                                    | -                                    | 3                                    | 19                                   |
| Rijn en IJssel                 | 4                                    | 5                                    | 4                                    | 3                                    | 1                                    | 0                                    | -                                    | -                                    | -                                    | -                                    | 5                                    | 22                                   |
| Vallei en Eem                  | 5                                    | 3                                    | 2                                    | 2                                    | 2                                    | 2                                    | 3                                    | -                                    | -                                    | -                                    | 0                                    | 19                                   |
| De Stichtse Rijnlanden         | 6                                    | 4                                    | 3                                    | 3                                    | 2                                    | 1                                    | 1                                    | -                                    | -                                    | 1                                    | 2                                    | 23                                   |
| Amstel, Gooi en Vecht          | 5                                    | 3                                    | 3                                    | 3                                    | 1                                    | 1                                    | 1                                    | -                                    | -                                    | 2                                    | 5                                    | 23                                   |
| Hollands Noorderkwartier       | 4                                    | 3                                    | 3                                    | 3                                    | 2                                    | 0                                    | 0                                    | -                                    | -                                    | -                                    | 8                                    | 23                                   |
| Rijnland                       | 4                                    | 5                                    | 3                                    | 4                                    | 2                                    | 1                                    | 1                                    | -                                    | -                                    | 1                                    | 1                                    | 21                                   |
| Delfland                       | 4                                    | 4                                    | 4                                    | 4                                    | 3                                    | 0                                    | 0                                    | -                                    | -                                    | 2                                    | 0                                    | 21                                   |
| Schieland en de Krimpenerwaard | 4                                    | 3                                    | 4                                    | 4                                    | 0                                    | 1                                    | 2                                    | -                                    | -                                    | -                                    | 3                                    | 21                                   |
| Rivierenland                   | 3                                    | 4                                    | 3                                    | 2                                    | 2                                    | 2                                    | 2                                    | -                                    | -                                    | -                                    | 4                                    | 22                                   |
| Hollandse Delta                | 3                                    | 3                                    | 3                                    | 3                                    | 0                                    | 1                                    | 3                                    | -                                    | -                                    | -                                    | 5                                    | 21                                   |
| Zeeuwse Eilanden               | 3                                    | 4                                    | 3                                    | 2                                    | 1                                    | 2                                    | 4                                    | -                                    | -                                    | -                                    | 2                                    | 21                                   |
| Zeeuws-Vlaanderen              | 2                                    | 3                                    | 2                                    | 2                                    | -                                    | 0                                    | 0                                    | -                                    | -                                    | -                                    | 9                                    | 18                                   |
| Brabantse Delta                | 4                                    | 4                                    | 2                                    | 3                                    | 1                                    | 0                                    | -                                    | -                                    | -                                    | -                                    | 7                                    | 21                                   |
| De Dommel                      | 6                                    | 5                                    | 3                                    | 2                                    | 2                                    | -                                    | -                                    | -                                    | -                                    | -                                    | 4                                    | 22                                   |
| Aa en Maas                     | 6                                    | 6                                    | 3                                    | 3                                    | 3                                    | -                                    | -                                    | -                                    | -                                    | -                                    | -                                    | 21                                   |
| Peel en Maasvallei             | 3                                    | -                                    | -                                    | 1                                    | -                                    | 0                                    | -                                    | 11                                   | -                                    | -                                    | 1                                    | 16                                   |
| Roer en Overmaas               | 3                                    | -                                    | -                                    | 2                                    | 0                                    | 0                                    | -                                    | 11                                   | -                                    | -                                    | -                                    | 16                                   |
| totaal                         | 106                                  | 89                                   | 60                                   | 59                                   | 32                                   | 23                                   | 19                                   | 22                                   | 13                                   | 8                                    | 69                                   | 502                                  |
| totaal                         | 106                                  | 89                                   | 60                                   | 59                                   | 32                                   | 2                                    |                                      | 22                                   | 13                                   | 8                                    | 69                                   | 502                                  |

Een "-" in de tabel betekent dat de betreffende belangengroepering bij de verkiezingen van 2008 in het betrokken waterschap geen kandidatenlijst heeft ingediend.
2008 · 2010 · 2013 · 2015 · 2019 · 2023